# Batolit

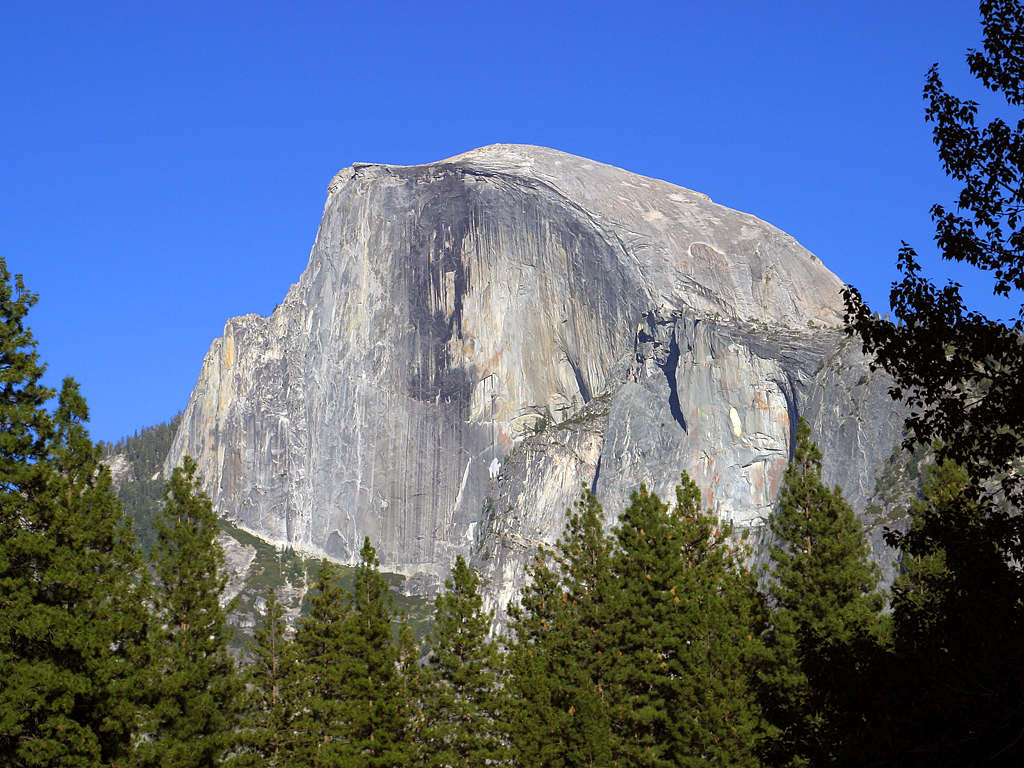
Half Dome i Yosemite nationalpark i Kalifornien i USA, som ingår i Sierra Nevadabatoliten

Fundamentala typer of intrusioner:
1. Lakkolit
2. gång
3. Batolit
4. Gång
5. Sill
6. Vulkanisk plugg
7. Lopolit
Anmärkning: I bilden visas också en aktiv vulkanisk spricka. I motsats till denna anger namnen till helt avkylda och vanligtvis miljontals år gamla bergsformationer, vilka är resultat av underjordisk magmatisk aktivitet.

Batolit (från grekiskans "bathos" = djup och "lithos" = klippa) är magmatisk bergsmassa av viss omfattning, minst 100 kvadratkilometer,  som är insprängd från djupet i omgivande större bergartsområde. Magman, som kallnat under jordens yta, sträcker sig nedåt till okänt djup.

## Exempel
- Ljusdalsbatoliten i Sverige[1][2]

Ljusdalsbatoliten är en grupp plutoner i Hälsingland. Batoliten täcker ett i nordvästlig–sydöstlig riktning långsmalt område på omkring 130 x 100 kilometer, vilket täcker merparten av Hälsingland. Batolitens plutoner kristalliserades av magma för omkring 1 850 miljoner år sedan.
- Viborgbatoliten i sydöstra Finland och över gränsen på Karelska näset in i Ryssland samt under Finska viken[3]

Viborgsbatoliten består av rapakivigranit och är på över 18 000 kvadratkilometer. Den är omkring 1 600 miljoner år gammal.
- Transskandinaviska magmatiska bältet i Sverige och Norge[4]

Det transskandinaviska magmatiska bältet består av en serie batoliter i ett omkring 1 400 kilometer långt bälte mellan Lofoten i Norge och Blekinge. Det transskandinaviska magmatiska bältet och dess bergarter stelnade av magma för mellan 1 810 och 1 650 miljoner år sedan.
- Ålandsbatoliten består liksom Viborgbatoliten av rapakivigraniter.
- Sierra Nevadabatoliten i USA.
- Idahobatoliten i USA.